# Leucania decoronata
Leucania decoronata är en fjärilsart som beskrevs av Márton Hreblay 1996. Leucania decoronata ingår i släktet Leucania och familjen nattflyn. Inga underarter finns listade i Catalogue of Life.